# De generatione animalium
De generatione animalium (gr. Περὶ ζῴων γενέσεως, Über die Entstehung der Tiere) ist eine im 4. Jahrhundert v. Chr. entstandene naturwissenschaftliche Schrift des Aristoteles, die sich mit der Zeugung und der embryonalen Entwicklung der Tiere (einschließlich des Menschen) und mit der Vererbungslehre beschäftigt.

## Inhalt
Das Werk knüpft an De partibus animalium an. Es besteht aus fünf Büchern. Das erste Buch behandelt die Geschlechtsorgane, den Samen und die Menstruation; der Samen wird als Ausscheidung aus dem Blut bestimmt. Von der männlichen Seite kommt über die Samenflüssigkeit nur eine immaterielle formende Kraft; der Samen selbst wird kein Bestandteil des neuen Lebewesens, dessen Materie vielmehr ausschließlich von der mütterlichen Seite beigesteuert wird. So vergleicht Aristoteles das Männchen mit einem Zimmermann, den Samen mit dessen Werkzeug und den Embryo mit dem bearbeiteten Holz (1.22). Das zweite Buch behandelt die Zeugung und den Anfang der embryonalen Entwicklung, das Windei (Abortivei), die Reihenfolge der Entstehung der Körperteile (das Herz entsteht zuerst) sowie Ursachen der Unfruchtbarkeit. Das dritte Buch handelt von der Fortpflanzung der eierlegenden Tiere und von den Maden und bietet auch Überlegungen zur Urzeugung, von deren Existenz Aristoteles überzeugt war. Themen des vierten Buches sind die Ursachen für das Geschlecht des Embryos, die Vererbung, die Dauer der Trächtigkeit bzw. Schwangerschaft und die Geburt. Ferner werden hier Anomalien beschrieben, die Aristoteles Monstrositäten nennt. Hierzu zählt er aber nicht nur embryonale Missbildungen, sondern auch andere seltene Vorfälle wie etwa Zwillinge. Bereits die Nichtähnlichkeit eines Nachkommen mit seinen Eltern ist für Aristoteles eine Monstrosität. Er erklärt solche Phänomene ursächlich. Buch V untersucht die individuell variablen Eigenschaften, die nicht durch finale Ursachen, sondern durch Wirkursachen erklärt werden, wie Augen-, Haar- und Körperfarbe.
Aristoteles deutet hier seine Einzelbeobachtungen in der Tierwelt auf der Grundlage seiner in den Analytica posteriora dargelegten Wissenschaftstheorie und seiner allgemeinen Naturphilosophie.

## Wirkung
Nach dem Tod des Aristoteles haben seine Schüler das Forschungsprogramm, das er in seinen zoologischen Schriften dargelegt und begonnen hatte, fast gänzlich vernachlässigt, abgesehen von Theophrastos, der mehrere größtenteils nicht erhaltene Abhandlungen über Tiere schrieb. In der gesamten Antike verfasste niemand einen Kommentar zu De generatione animalium und den anderen zoologischen Werken. Der Philosophiehistoriker Diogenes Laertios nennt De generatione animalium nicht unter den Werken des Aristoteles, hat es also nicht gekannt. Galen kannte die zoologischen Schriften des Aristoteles und verwendete sie, indem er einzelne Aussagen teils zustimmend, teils ablehnend zitierte. Aber auch er hat nicht im Sinne des von Aristoteles konzipierten Programms zoologisch weitergeforscht.
Seit dem 9. Jahrhundert lag De generatione animalium in einer arabischen Übersetzung vor, die oft al-Dschāhiz zugeschrieben wurde. Diese Übersetzung von De generatione animalium war Bestandteil des in neunzehn Bücher (maqālāt) gegliederten Kitāb al-hayawān (Buch der Tiere), in dem der Übersetzer drei zoologische Schriften des Aristoteles zusammenstellte: Historia animalium (Buch 1–10), De partibus animalium (Buch 11–14) und De generatione animalium (Buch 15–19). Die drei Bestandteile waren nicht durch eigene Überschriften als separate Einheiten gekennzeichnet. Die berühmten arabischen Gelehrten Avicenna, ibn Bāǧǧa und Averroes kommentierten De generatione animalium ganz oder teilweise.
Spätestens 1220 übersetzte Michael Scotus das Buch der Tiere aus dem Arabischen ins Lateinische, und so wurde es der lateinischsprachigen Welt unter dem Titel De animalibus libri XIX (Neunzehn Bücher über die Tiere) bekannt. Um 1260 fertigte Wilhelm von Moerbeke eine zweite lateinische Übersetzung an, wobei er vom griechischen Text ausging. Vom 14. Jahrhundert an verdrängte die jüngere Übersetzung langsam die ältere.
De animalibus war ein grundlegendes Lehrbuch für die scholastische Zoologie und philosophische Anthropologie des Spätmittelalters. Albertus Magnus verfasste eine umfangreiche Schrift De animalibus (Über die Tiere) in 26 Büchern; in Buch 15–19 behandelte er in Anlehnung an Aristoteles die Fortpflanzung.
Nach 1450 erstellte der Humanist Theodoros Gazes eine neue, den damaligen Ansprüchen genügende lateinische Übersetzung, die 1476 erstmals gedruckt wurde und 1504 bei Aldus Manutius in Venedig erschien. Dieser lateinische Standardtext bildete in der Folgezeit die Grundlage für die naturwissenschaftliche Befassung mit dem Werk. Unter den Wissenschaftlern der frühen Neuzeit, die sich mit der Embryologie des Aristoteles auseinandersetzten, waren die prominentesten Girolamo Fabrizio (1537–1619) und, etwa in seiner Schrift De generatione animalium William Harvey (1578–1657).

## Ausgabe
- Aristotle: Generation of Animals, hrsg. Arthur Leslie Peck, London 1963 (griechischer Text und englische Übersetzung)

## Übersetzungen (mittelalterlich)
- Jan Brugman und Hendrik J. Drossaart Lulofs (Hrsg.): Aristotle. Generation of Animals. The Arabic Translation commonly ascribed to Yaḥyā ibn al-Biṭrīq, Brill, Leiden 1971
- Aafke M. I. van Oppenraaij (Hrsg.): Aristotle, De animalibus. Michael Scot’s Arabic-Latin Translation, Part 3: Books XV–XIX: Generation of Animals, Brill, Leiden 1992

## Übersetzungen (modern)
- Aristoteles: Über die Zeugung der Geschöpfe, übersetzt von Paul Gohlke, Paderborn 1959 (Aristoteles: Die Lehrschriften Bd. 8,3)